# Cardinal límite
En teoría de conjuntos, los cardinales límite son un tipo especial de cardinales:
- Un número cardinal λ es un cardinal límite débil si λ no es ni un cardinal sucesor ni cero. Esto significa que uno no puede "llegar" a λ por un proceso reiterado de buscar el número cardinal siguiente (por esa razón todos los números naturales no son cardinales límites, ya que se puede llegar a ellos a partir de un número anterior reiterativamente). Estos cardinales a veces se llaman simplemente "cardinales límites" cuando el contexto está claro.
- Un número cardinal es un cardinal límite fuerte si λ no puede ser alcanzado mediante aplicaciones reiteradas de exponenciación. Esto significa que λ > 0 y que, para todo κ < λ, 2κ < λ. Todo cardinal límite fuerte es también un cardinal límite débil, porque κ+ ≤ 2κ para cualquier cardinal κ, donde κ+ designa el sucesor del cardinal κ.

El primer cardinal infinito, {\displaystyle \aleph _{0}} (álef 0), es un cardinal límite fuerte y por tanto también un cardinal límite débil.

## Construcciones con cardinales límite
Una manera de construir cardinales límite es mediante la operación de unión. Por ejemplo, álef omega {\displaystyle \aleph _{\omega }} es un cardinal límite débil, definido como la unión de todos los álef más pequeños que él (recuérdese que un número cardinal puede concebirse como un conjunto transitivo); y en general {\displaystyle \aleph _{\lambda }} para cualquier ordinal límite es un cardinal límite débil.
La función ב puede usarse para obtener cardinales límite fuertes. Esta función se define como una aplicación de los ordinales en los cardinales mediante la siguiente definición recursiva:
{\displaystyle \beth _{0}=\aleph _{0},}
{\displaystyle \beth _{\alpha +1}=2^{\beth _{\alpha }},} (es el ordinal no numerable más pequeño)
Si λ es un oridinal límite, {\displaystyle \beth _{\lambda }=\bigcup \{\beth _{\alpha }:\alpha <\lambda \}.}
El cardinal
{\displaystyle \beth _{\omega }=\bigcup \{\beth _{0},\beth _{1},\beth _{2},\ldots \}=\bigcup _{n<\omega }\beth _{n}}
es un cardinal límite fuerte de cofinalidad ω. Más en general, dado cualquier ordinal α, el cardinal
{\displaystyle \beth _{\alpha +\omega }=\bigcup _{n<\omega }\beth _{\alpha +n}}
es un cardinal límite fuerte. Y por tanto, existen cardinales límite fuerte arbitrariamente grandes.